# Здание обкома (Тюмень)
Здание обкома — административное здание в Тюмени, расположенное на Центральной площади. Памятник архитектуры регионального значения. Ныне в нём размещается Правительство Тюменской области.

## История
Решение о строительстве здания для областного комитета КПСС было принято в 1951 году. Введено в эксплуатацию в 1957 году.
После распада СССР здание занял исполнительный орган власти Тюменской области (ныне — Правительство Тюменской области).
В 2001 году был объявлен всероссийский конкурс на лучший проект реконструкции здания. Однако позднее от идеи реконструкции отказались, ограничившись ремонтом.

## Архитектура
Выполненное в традициях классической ордерной архитектуры, оно отличается строгой монументальностью и парадной представительностью. Торжественный портик с колоннами коринфского ордера и треугольным фронтоном чётко выделяет центр главного фасада и контрастирует со стеной, решённой нейтрально  и оживлённой лишь плоскими пилястрами. Боковые крылья здания образуют с тыльной стороны большой внутренний двор, замкнутый оградой и проездными воротами в виде пилона.